# Vanja Zvekanov
Vanja Zvekanov (in serbo Вања Звеканов?; Subotica, 25 maggio 2000) è un calciatore serbo, centrocampista del Mezőkövesd-Zsóry.

## Caratteristiche tecniche
È un centrocampista difensivo.

## Carriera

### Club
Cresciuto nel settore giovanile dello Spartak Subotica, nel 2018 viene acquistato dal Genoa dove viene impiegato con regolarità nella formazione Primavera. Il 23 luglio 2019 fa ritorno in patria firmando con il Javor Ivanjica militante in Superliga. Fa il suo debutto fra i professionisti il 9 ottobre in occasione dell'incontro di Coppa di Serbia perso 2-1 contro il Proleter Novi Sad e qualche settimana più tardi segna la sua prima rete che sancisce il definitivo 2-2 contro il Vojvodina.

### Nazionale
Ha giocato nelle nazionali giovanili serbe Under-17 ed Under-19.

## Statistiche

### Presenze e reti nei club
Statistiche aggiornate al 17 dicembre 2020.
| Stagione        | Squadra         | Campionato      | Campionato | Campionato | Coppe nazionali | Coppe nazionali | Coppe nazionali | Coppe continentali | Coppe continentali | Coppe continentali | Altre coppe | Altre coppe | Altre coppe | Totale | Totale |
| Stagione        | Squadra         | Comp            | Pres       | Reti       | Comp            | Pres            | Reti            | Comp               | Pres               | Reti               | Comp        | Pres        | Reti        | Pres   | Reti   |
| --------------- | --------------- | --------------- | ---------- | ---------- | --------------- | --------------- | --------------- | ------------------ | ------------------ | ------------------ | ----------- | ----------- | ----------- | ------ | ------ |
| 2019-2020       | Javor Ivanjica  | SL              | 10         | 2          | CS              | 1               | 0               |                    | -                  | -                  |             | -           | -           | 11     | 2      |
| 2020-2021       | Javor Ivanjica  | SL              | 15         | 1          | CS              | 0               | 0               |                    | -                  | -                  |             | -           | -           | 15     | 1      |
| Totale carriera | Totale carriera | Totale carriera | 25         | 3          |                 | 1               | 0               |                    | -                  | -                  |             | -           | -           | 26     | 3      |